# Sitnikov-Problem
Das Sitnikov-Problem ist ein nach dem russischen Mathematiker Kirill Alexandrowitsch Sitnikow (* 1926) benannter Spezialfall des eingeschränkten Dreikörperproblems und beschreibt die Bewegung dreier Himmelskörper unter ihrer gegenseitigen gravitativen Anziehung.

## Definition

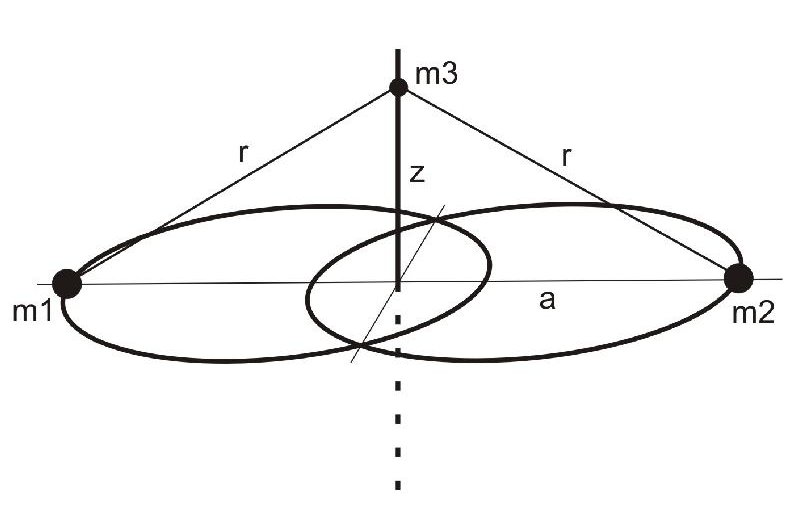
Bild 1: Konfiguration des Sitnikov-Problems

Das System besteht aus 2 Primärkörpern (z. B. Sterne) mit gleicher Masse {\displaystyle \left(m_{1}=m_{2}={\tfrac {m}{2}}\right)}, die sich auf kreisförmigen oder elliptischen Keplerbahnen um ihren gemeinsamen Schwerpunkt bewegen. Der dritte Körper, der wesentlich kleiner ist als die beiden Primärkörper und dessen Masse daher gleich null gesetzt werden kann {\displaystyle (m_{3}=0)}, bewegt sich unter dem Einfluss der Primärkörper in einer Ebene, die senkrecht auf der Bahnebene der Primärkörper steht (siehe Bild 1). Der Koordinatenursprung liegt im Schwerpunkt der beiden Primärkörper.
Als Einheit der Masse verwendet man die Gesamtmasse der Primärkörper {\displaystyle (m=1)}, als Einheit der Zeit deren Umlaufperiode um den Schwerpunkt {\displaystyle (2\pi )} und als Einheit der Länge den Radius der Bahn {\displaystyle (a=1)}; außerdem wird die Gravitationskonstante gleich 1 gesetzt.
In so einem System ist die Bewegung des dritten Körpers eindimensional, – er bewegt sich nur entlang der z-Achse.

## Bewegungsgleichung
Zur Ableitung der Bewegungsgleichung (für den Fall von kreisförmigen Bahnen der Primärkörper) bestimmt man zuerst die Gesamtenergie {\displaystyle \,E} des Systems:
{\displaystyle E={\frac {1}{2}}\left({\frac {dz}{dt}}\right)^{2}-{\frac {1}{r}}}
Nach der Zeit abgeleitet ergibt das:
{\displaystyle {\frac {d^{2}z}{dt^{2}}}=-{\frac {z}{r^{3}}}}

Es gilt (siehe Bild 1):
{\displaystyle r^{2}=a^{2}+z^{2}=1+z^{2}}
Und daher folgt als Bewegungsgleichung:
{\displaystyle {\frac {d^{2}z}{dt^{2}}}=-{\frac {z}{\left({\sqrt {1+z^{2}}}\right)^{3}}}}

## Bedeutung
Obwohl es extrem unwahrscheinlich ist, dass sich drei Himmelskörper auf natürliche Weise in einer Sitnikov-Konfiguration anordnen oder bilden, wird das Sitnikov-Problem seit Jahrzehnten intensiv untersucht. Denn obwohl es einen sehr einfachen Fall des Dreikörperproblems darstellt, findet man im elliptischen Sitnikov-Problem trotzdem alle Eigenschaften eines chaotischen Systems, weshalb es sich hervorragend zu allgemeinen Untersuchungen über chaotische Effekte in dynamischen Systemen eignet.

## Natürliches Auftreten
Die Wahrscheinlichkeit für ein solches System ist extrem gering, jedoch nicht gleich null. In Anbetracht der Größe des  Universums von ca. 2 Billionen  Galaxien und je Galaxie 250 Milliarden Sternensystemen, halten Wissenschaftler es für gesichert, dass auch diese extrem unwahrscheinliche Konfiguration vorkommt.